# Inmaculada Concepción (Iglesia de San Pedro)
La Inmaculada Concepción es una talla de Francisco Dionisio de Ribas realizada entre 1656 y 1662. Está ubicada en la Iglesia de San Pedro, en Sevilla (Andalucía, España).

## Historia
El retablo mayor de la Iglesia de San Pedro, donde se encuentra emplazada la Inmaculada, fue contratado con Felipe de Ribas en 1641; para 1648 (año de la muerte del escultor) tan solo se había concluido poco más que el primer cuerpo, continuando la obra su hermano Francisco Dionisio, quien además quedó a cargo de su taller. En 1656 se realizó un nuevo contrato con Francisco y Gaspar de Ribas para finalizarlo, terminando la obra en 1662 y encuadrándose la ejecución de la talla de la Inmaculada en el periodo en que Francisco Dionisio estuvo involucrado en la construcción del retablo. En el contrato constaba que la hornacina central del segundo cuerpo debía estar presidida por una imagen de la Virgen en el «misterio de la Asunción», si bien Ribas optó por tallar finalmente una escultura bajo la advocación de la Inmaculada, aunque a día de hoy algunas fuentes se siguen refiriendo a ella como una Asunción.

## Descripción
La talla, de bulto redondo y realizada en madera policromada y estofada, muestra a la Virgen con un rostro joven aunque más maduro y estilizado que las Inmaculadas precedentes. Posee perfil ovalado y rasgos suaves con formas redondeadas, destacando una boca de labios finos, un hoyuelo en el mentón y unos ojos prácticamente cerrados y dotados de un profundo achinamiento. El cabello presenta raya al medio y cae sobre los hombros en delicadas ondas, teniendo el peinado influencia romántica. Los brazos están flexionados y las manos juntas en actitud de oración, aunque ambas apenas llegan a tocarse. Las extremidades superiores se hallan en posición frontal, lo que rompe el canon impuesto pocos años antes por Martínez Montañés con La Cieguecita, si bien guarda similitudes con esta en lo relativo al giro de la cabeza a la derecha y al tratamiento asimétrico de los ropajes, compuestos por una túnica de cuello bajo y un manto de pliegues anchos y voluminosos. Estos drapeados destacan por su angulosidad, sobre todo el presente en el envés del manto bajo el brazo derecho, caracterizado por una gran profundidad que crea claroscuros. Los pliegues de la mitad inferior poseen forma de arista y apenas producen dobleces en la base, careciendo las telas en general del vuelo típico de las imágenes asuncionistas y la talla en sí del impulso e ingravidez necesarios.
La figura, descrita como «plomiza» y no incluida entre las mejores obras de Ribas, se apoya en una peana compuesta por una gran nube caracterizada por relieves de volutas y en cuyo frente sobresalen los rostros de tres querubines, faltando la media luna propia de las obras concepcionistas, aunque la Virgen sí cuenta con una aureola de doce estrellas en referencia a las doce tribus de Israel. Anteriormente la imagen estaba acompañada a los pies por dos toscos angelotes de cuerpo entero, los cuales constituían casi con toda probabilidad un añadido posterior.